# Грязовец (станция)
Грязовец — железнодорожная станция в одноимённом городе Вологодской области.

## Характеристика
Станция была открыта в 1872 году, когда была проложена железная дорога от Ярославля до Вологды. Открытие магистрали дала большой толчок к экономическому развитию города. Появилась возможность более широкого сбыта продуктов маслоделия и к концу XIX века уезд становится крупнейшим производителем масла в губернии, хотя по своим размерам он занимал в ней предпоследнее место (1,9 % от площади губернии).
В 1987 году в Грязовце на железнодорожном вокзале и привокзальной площади снимались отдельные эпизоды фильма «Город Зеро» (начальные эпизоды приезд Варакина, эпизоды с попытками героя купить билет и уехать на поезде)
В июле 2016 года на здании была установлена доска в честь «Почётного гражданина города Грязовца» — С. А. Образцова.
Сейчас через станцию проходит множество грузовых и пассажирских поездов. Расстояние от Москвы: 448 км. Станция относится к Вологодскому региону Северной железной дороги.

## Пригородное сообщение
Через станцию Грязовец ежедневно проходит пригородный электропоезд сообщение Вологда — Данилов (1 рейс в сутки в обе стороны).

## Дальнее сообщение
По состоянию на декабрь 2018 года через станцию курсируют следующие поезда дальнего следования:
| Круглогодичное обращение поездов | Круглогодичное обращение поездов | Круглогодичное обращение поездов | Круглогодичное обращение поездов |
| № поезда                         | Маршрут движения                 | № поезда                         | Маршрут движения                 |
| -------------------------------- | -------------------------------- | -------------------------------- | -------------------------------- |
| 15                               | -                                | 16                               | Москва — Архангельск             |
| 79                               | Архангельск — Адлер              | 80                               | Адлер — Архангельск              |
| 107                              | Вологда — Москва                 | 108                              | Москва — Вологда                 |
| 115 «Поморье»                    | Северодвинск — Москва            | 116 «Поморье»                    | Москва — Северодвинск            |
| 117 «Поморье»                    | Архангельск — Москва             | 118 «Поморье»                    | Москва — Архангельск             |
| 375                              | Воркута — Москва                 | 376                              | Москва — Воркута                 |

| Сезонное обращение поездов | Сезонное обращение поездов | Сезонное обращение поездов | Сезонное обращение поездов |
| № поезда                   | Маршрут движения           | № поезда                   | Маршрут движения           |
| -------------------------- | -------------------------- | -------------------------- | -------------------------- |
| 257                        | Печора — Адлер             | 258                        | Адлер — Печора             |
| 281                        | Череповец — Адлер          | 282                        | Адлер — Череповец          |

Остальные поезда, следующие через Грязовец, проезжают станцию без остановки.